# ZMYND10
ZMYND10 (англ. Zinc finger MYND-type containing 10) – білок, який кодується однойменним геном, розташованим у людей на короткому плечі 3-ї хромосоми.  Довжина поліпептидного ланцюга білка становить 440 амінокислот, а молекулярна маса — 50 344.
| 10         |  | 20         |  | 30         |  | 40         |  | 50         |
| ---------- |  | ---------- |  | ---------- |  | ---------- |  | ---------- |
| MGDLELLLPG |  | EAEVLVRGLR |  | SFPLREMGSE |  | GWNQQHENLE |  | KLNMQAILDA |
| TVSQGEPIQE |  | LLVTHGKVPT |  | LVEELIAVEM |  | WKQKVFPVFC |  | RVEDFKPQNT |
| FPIYMVVHHE |  | ASIINLLETV |  | FFHKEVCESA |  | EDTVLDLVDY |  | CHRKLTLLVA |
| QSGCGGPPEG |  | EGSQDSNPMQ |  | ELQKQAELME |  | FEIALKALSV |  | LRYITDCVDS |
| LSLSTLSRML |  | STHNLPCLLV |  | ELLEHSPWSR |  | REGGKLQQFE |  | GSRWHTVAPS |
| EQQKLSKLDG |  | QVWIALYNLL |  | LSPEAQARYC |  | LTSFAKGRLL |  | KLRAFLTDTL |
| LDQLPNLAHL |  | QSFLAHLTLT |  | ETQPPKKDLV |  | LEQIPEIWER |  | LERENRGKWQ |
| AIAKHQLQHV |  | FSPSEQDLRL |  | QARRWAETYR |  | LDVLEAVAPE |  | RPRCAYCSAE |
| ASKRCSRCQN |  | EWYCCRECQV |  | KHWEKHGKTC |  | VLAAQGDRAK |  |            |

A: Аланін

C: Цистеїн

D: Аспарагінова кислота

E: Глутамінова кислота

F: Фенілаланін

G: Гліцин

H: Гістидин

I: Ізолейцин

K: Лізин

L: Лейцин

M: Метіонін

N: Аспарагін

P: Пролін

Q: Глутамін

R: Аргінін

S: Серин

T: Треонін

V: Валін

W: Триптофан

Задіяний у таких біологічних процесах як поліморфізм, альтернативний сплайсинг. 
Білок має сайт для зв'язування з іонами металів, іоном цинку. 
Локалізований у цитоплазмі, цитоскелеті.